# Sejmik deputacki
Sejmik deputacki (zwany od stałego terminu zbierania 2 lutego sejmikiem gromnicznym)) – jednostka organizacyjna pełniąca funkcje samorządowe i dzielnicowe w okresie demokracji szlacheckiej Korony Królestwa Polskiego, w okresie I Rzeczypospolitej. Do podstawowych praw i zadań sejmiku deputackiego należał coroczny wybór deputatów na Trybunał Koronny i Trybunał Skarbowy Radomski, do uprawnień sejmiku poprzez uchwały (lauda) należał wybór marszałka będącego przewodniczącym sejmiku.
- inne sejmiki partykularne (tzw. rządy sejmikowe) w okresie I Rzeczypospolitej:
  - sejmik elekcyjny
  - sejmik gospodarczy
  - sejmik relacyjny